# Departamentele Gabonului
Statul Gabon este împărțit din punct de vedere administrativ în 9 provincii. Acestea se divid la rândul lor în 37 de departamente.
Mai jos, lista departamentelor din Gabon, pe provincie, cu reședința scrisă între paranteze.

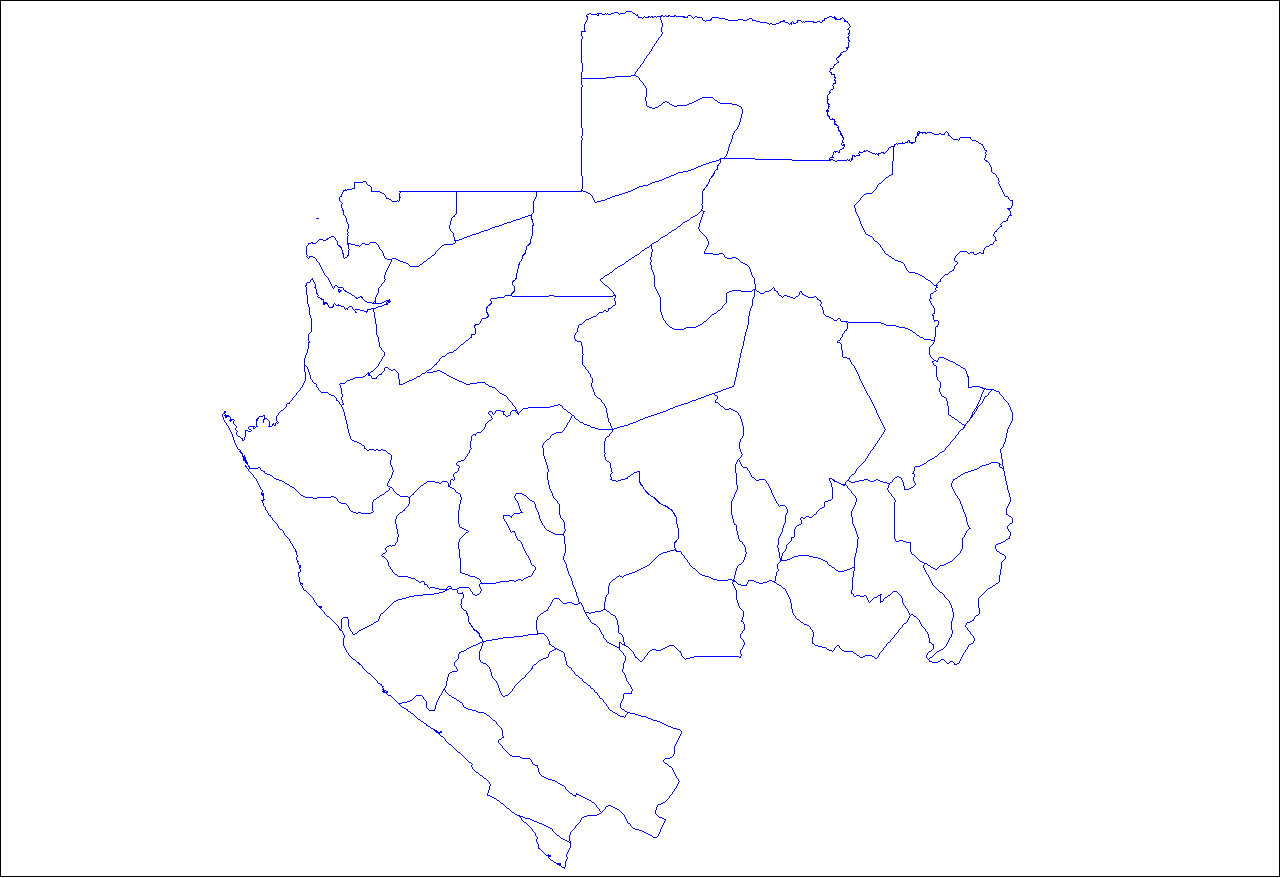
Harta departamentelor Gabonului

## Provincia Estuaire
- Departamentul Komo (Kango)
- Departamentul Komo-Mondah (Ntoum)
- Departamentul Noya (Cocobeach)

## Provincia Haut-Ogooué
- Departamentul Djoue (Onga)
- Departamentul Djououri-Aguilli (Bongoville)
- Departamentul Lekoni-Lekori (Akieni)
- Departamentul Lekoko (Bakoumba)
- Departamentul Leboumbi-Leyou (Moanda)
- Departamentul Mpassa (Franceville)
- Departamentul Plateaux (Leconi)
- Departamentul Sebe-Brikolo (Okondja)

## Provincia Moyen-Ogooué
- Departamentul Abanga-Bigne (Ndjole)
- Departamentul Ogooue et des Lacs (Lambaréné)

## Provincia Ngounié
- Departamentul Boumi-Louetsi (Mbigou)
- Departamentul Dola (Ndende)
- Departamentul Douya-Onoy (Mouila)
- Departamentul Louetsi-Wano (Lebamba)
- Departamentul Ndolou (Mandji)
- Departamentul Ogoulou (Mimongo)
- Departamentul Tsamba-Magotsi (Fougamou)

## Provincia Nyanga
- Departamentul Basse-Banio (Mayumba)
- Departamentul Douigni (Moabi)
- Departamentul Haute-Banio (Minvoul)
- Departamentul Mougoutsi (Tchibanga)

## Provincia Ogooué-Ivindo
- Departamentul Ivindo (Makokou)
- Departamentul Lope (Booue)
- Departamentul Mvoung (Ovan)
- Departamentul Zadie (Mekambo)

## Provincia Ogooué-Lolo
- Departamentul Lolo-Bouenguidi (Koulamoutou)
- Departamentul Lombo-Bouenguidi (Pana)
- Departamentul Mouloundou (Lastoursville)

## Provincia Ogooué-Maritime
- Departamentul Bendje (Port-Gentil)
- Departamentul Etimboue (Omboue)
- Departamentul Ndougou (Gamba)

## Provincia Woleu-Ntem
- Departamentul Haut-Komo (Ndindi)
- Departamentul Haut-Ntem (Medouneu)
- Departamentul Ntem (Bitam)
- Departamentul Okano (Mitzic)
- Departamentul Woleu (Oyem)